# Jean-François Lesueur
Jean-François Lesueur   (Drucat, 15 de febrer de 1760 - París, 6 d'octubre de 1837) fou un compositor francès.

## Biografia
Renebot del cèlebre pintor Eustache Lesueur, Jean-François Lesueur va nàixer al si d'una il·lustre i anciana família de Picardia. Infant del cor de la col·legiata d'Abbeville i després de la catedral d'Amiens, Lesueur va fer els seus estudis a Amiens. L'any 1778 va ser nomenat mestre de capella de la catedral de Sées. Posteriorment es va traslladar a París per estudiar-hi harmonia amb l'abat Roze, mestre de la capella dels Sants Innocents. Va ser nomenat mestre de capella de la catedral de Dijon (1779), i després de les de Le Mans (1782) i Sant Martí de Tours (1783), abans de succeir a l'abat Roze als Sants Innocents de París. L'any 1786 va obtenir per oposició el lloc de director musical de Notre-Dame de París, on entre d'altres alumnes tingué a Jean-Marie Pottier.
Per a la festa de l'Assumpció va tenir la idea d'afegir l'orquestra a la seua música, i hi va obtenir un gran èxtit. Va repetir l'experiència a les festes de Pasqua, a la Pentecosta i al Nadal, i va aconseguir atraure una gentada tan impressionant que no es va trigar molt a dir que Notre-Dame era l'òpera dels pidolaires, tot suscitant la controvèrsia en el món eclesiàstic i musical. Va replicar a la polèmica amb un fullet titulat Exposició d'una música particular i adequada a cada solemnitat (1787). Finalment, el capítol va decidir reduir el pressupost destinat a la música; el que va obligar a Lesueur a renunciar a les grans masses orquestrals a les que era tan afeccionat, i finalment a presentar la seua dimissió l'any 1788. Entre 1788 i 1792 va visitar Londres, on es va allotjar a la casa del canonge Bochard de Champigny. Va tornar a París l'any 1792 i hi va reeixir amb l'estrena de tres òperes al Théâtre Feydeau: La Caverne ou le Repentir (1793), Paul et Virginie ou le Triomphe de la vertu (1794) i Télémaque dans l'île de Calypso ou le Triomphe de la sagesse (1796).
Nomenat professor de l'Escola de la Guàrdia Nacional el 21 de novembre de 1793, va ser elegit, l'any 1795, membre de la Comissió d'estudis i nomenat Inspector del Conservatori de París, fundat recentment. Amb Étienne Nicolas Méhul, Honoré Langlé, François-Joseph Gossec i Charles Simon Catel va redactar uns Principis elementals de la Música i del Solfeig del Conservatori. Sense aconseguir que les seues òperes Ossian ou Les Bardes i La mort d'Adam, foren acceptades, atés que l'Opéra s'estimà més la Sémiramis de Catel, Lesueur va publicar un violent pamflet, Projecte d'un pla general de la instrucció musicale a França, en el qual atacava el Conservatori, els seus mètodes i el seu director. Aquest atac va provocar la seua destitució, el 23 de setembre de 1802.
Sense treball, Lesueur es trobava gairebé en la misèria, però afortunadament l'any 1804, Napoleó el va nomenar mestre de capella del Palau de les Teuleries, succeint-hi Giovanni Paisiello. Aleshores va poder estrenar la seua obra més famosa, Ossian ou Les Bardes, que li va suposar un gran èxit a l'Opéra, i que esdevingué l'òpera favorita de l'Emperador, qui el va condecorar amb la creu de cavaller de la Legió d'honor. Immdiatament després, Lesueur va compondre la Marxa triomfal per a la coronació de Napoleó, i en aquesta ocasió va dirigir a Notre-Dame una missa de Paisiello i un Vivat de l'abat Roze. Aquesta posició de favor de Napoleó li permeté de recomanar-li el músic cerdà Étienne Soler. L'any 1813 va ser nomenat membre de l'Acadèmia de Belles Arts en el lloc deixat vacant per André Grétry.
A la Restauració va ser nomenat compositor de la capella de la cort i director d'orquestra de l'Opéra. L'1 de gener de 1818 va fer-se càrrec de la classe de composició al Conservatori, on va tenir molts alumnes, que més tard serien molt importants dins el món de la música.
Una escola pública de la ciutat d'Amiens porta el seu nom, està situada al carrer Dupuis.

## Llista d'alumnes
- Jean-Englebert Pauwels (1768-1804).[1]
- Jean-Baptiste Guiraud (1803-1883).[2]
- Jules-Joseph Godefroid,
- Ernest Boulanger,[3]
- Jean-François-Joseph Janssens,[4]
- Auguste Mermet,
- Hector Berlioz,
- Pierre-Julien Nargeot,
- Ambroise Thomas,
- Charles Gounod,
- Xavier Dominique Boisselot,
- Louis Désiré Besozzi,
- Anton-François Marmontel,
- Anton Orlowski,[5]

## Òpera
Émile Vuillermoz ha dit que a les seues òperes «Lesueur cerca nous efectes escènics, exigeix decorats complicats, una figuració considerable, accessoris impactants, animals engalanats, i hi vessa una erudició desconcertant en el camp de l'antiguitat clàssica i en el d'un exotisme més o menys figurat. Freqüenta les presentacions grandioses i les instrumentacions excepcionals. » Així mateix, anuncia, tot i que d'una manera encara clàssica, la gran òpera romàntica, de forma paral·lela al fet que l'exotisme de les tragèdies de Lemierre anuncia el drama romàntic.
- La Caverne, drama líric en 3 actes, llibret de Paul Dercy sobre l'Histoire de Gil Blas de Santillane d'Alain-René Lesage, estrenat al Théâtre Feydeau el 16 de febrer de 1793
- Paul et Virginie ou Le Triomphe de la vertu, drama líric en 3 actes, llibret d'Alphonse du Congé Dubreuil sobre una obra de Jacques-Henri Bernardin de Saint-Pierre, estrenat al Théâtre Feydeau el 13 de gener de 1794
- Télémaque dans l'île de Calypso ou Le Triomphe de la sagesse, llibret de Paul Dercy, estrenada al Théâtre Feydeau l'11 de maig de 1796
- Ossian ou Les Bardes, òpera en 5 actes, llibret de Paul Dercy i Jacques-Marie Deschamps, estrenada a l'Opéra de París el 10 de juliol de 1804
- L'Inauguration du Temple de la Victoire, intermedi, llibret de Pierre Baour-Lormian, estrenat a l'Opéra de París el 2 de gener de 1807
- Le Triomphe de Trajan, tragèdia lírica en 3 actes, llibret de Joseph-Alphonse Esménard, estrenada a l'Opéra de París el 23 d'octubre de 1807
- La Mort d'Adam et son apothéose, tragèdia lírica religiosa en 3 actes, llibret de Nicolas-François Guillard sobre una obra de Friedrich Gottlieb Klopstock, estrenada a l'Opéra de París el 21 de març de 1809
- Alexandre à Babylone, òpera en 3 actes, llibret de Pierre Baour-Lormian, 1814-1825, sense estrenar